# Alopecosa roeweri
Alopecosa roeweri là một loài nhện trong họ Lycosidae.
Loài này thuộc chi Alopecosa. Alopecosa roeweri được Rosca miêu tả năm 1937.